# 古斯塔夫·鲍尔
古斯塔夫·阿道夫·鲍尔（德語：Gustav Adolf Bauer） (1870年1月6日—1944年9月16日) 德国社会民主党领袖和魏玛共和国总理，政府维持了219天。

## 生平
古斯塔夫·鲍尔出生于东普鲁士哥尼斯堡附近的达尔克门(现属于俄罗斯的奥焦尔斯克)。原为哥尼斯堡工会的低级职员。1895年创立职员协会后，他逐步上升到自由工会领导职务，并领导柏林的自由工会中央工人书记处，1908年到1918年担任全德工会总委员会副主席。1912年代表社会民主党当选国会议员，1915年任議会財務委員会委员，1918年10月进入巴登亲王的政府任劳工大臣。1918年德国革命爆发后担任制憲会議議員，并继续担任菲利普·谢德曼政府的劳工部长。1919年谢德曼总理辞职，以抗议《凡尔赛条约》，鲍尔成为总理，就任当天对同盟国方面增加条件表示抗议，但最终接受了《凡尔赛条约》。任内进行铁道国有化和财政改革，因卡普政變的对应方式失去了党内和劳动组织的支持，1920年3月26日辞去总理一职。后担任财政部长、交通部长和副总理。1925年2月，鲍尔因腐败丑闻辞去社会民主党职务，翌年审查后回归社会民主党。1928年辞去国会议员，退出政坛。1933年纳粹党执政后，曾因逃税嫌疑被拘留了1周。1944年在柏林去世。

## 1919年6月- 1920年3月的古斯塔夫·鲍尔内阁
- 古斯塔夫·鲍尔 (社民党) - 部长主席 (1919年8月14日称为总理)
- 马蒂亚斯·埃茨贝格尔 (Z) - 副总理兼财政部长
- 赫尔曼·穆勒 (社民党) - 外交部长
- 爱德华·达维德（Eduard David） (社民党) - 内政部长
- 鲁道夫·韦塞尔 (社民党) - 经济部长
- 罗伯特·施密特（Robert Schmidt） (社民党) - 食品部长
- 亚历山大·施利克（Alexander Schlicke） (社民党) - 劳工部长
- 约翰内斯·贝尔（Johannes Bell） (Z) - 交通和殖民地部长
- 约翰内斯·吉斯贝茨（Johannes Giesberts） (Z) - 邮政部长
- 威廉·梅耶尔（Wilhelm Mayer） (Z) - 国库部长
- 古斯塔夫·诺斯克(SPD) - 国防部长

更换
- 1919年7月15日 - 罗伯特·施密特接替韦塞尔作为经济部长。施密特仍然是食品部长。
- 1919年10月3日 - 欧根·施费尔 (民主党)进入内阁任司法部长，并接替埃茨贝格尔任副总理。埃茨贝格尔仍然是财政部长。埃里希·科希-魏塞尔（Erich Koch-Weser）(民主党)接替戴维任内政部长。戴维仍担任内阁不管部部长。
- 1919年10月25日 - 奥托·格斯勒 (民主党)进入内阁任重建部长.
- 1919年11月7日 - 殖民部长办公室被废除。贝尔仍然是交通部长.
- 1920年1月30日 - 财政部长梅耶尔辞职.
- 1920年3月12日 - 财政部长埃茨贝格尔辞职.